# Katarzyna Delura
Katarzyna Ewa Delura – polska geolożka, wykładowczyni Uniwersytetu Warszawskiego.

## Życiorys
Katarzyna Delura uzyskała w 1996 tytuł zawodowy magistra geologii na Uniwersytecie Warszawskim na podstawie pracy Mineralizacja kruszcowa w skałach zasadowych i ultrazasadowych w rejonie Braszowic i Brzeźnicy na Dolnym Śląsku. W 2001 doktoryzowała się tamże w dyscyplinie geologii, przedstawiając napisaną pod kierunkiem Ryszarda Sałacińskiego dysertację Mineralizacja kruszcowa w zserpentynizowanych skałach ultramaficznych masywów Braszowice-Brzeźnica i Gogołów-Jordanów na Dolnym Śląsku. W 2013 uzyskała tamże habilitację na podstawie dzieła Chromitites from the Sudetic Ophiolite: Origin and Alteration.
Specjalizuje się w geochemii; mineralogii; geologii złóż.
Członkini Komitetu Nauk Mineralogicznych oraz Komitetu Nauk Geologicznych Polskiej Akademii Nauk.
Zawodowo związana z Katedrą Geologii Złożowej i Gospodarczej Wydziału Geologii Uniwersytetu Warszawskiego. Prodziekan ds. finansowych i inwestycji w kadencji 2016–2020.